# Tabita (Dmitruk)
Tabita, imię świeckie Sofja Dmitruk (ur. 6 stycznia 1897 w Żytomierzu, zm. 10 lipca 1972) – rosyjska mniszka prawosławna, przełożona monasteru Trójcy Świętej i św. Sergiusza z Radoneża w Rydze w latach 1947–1960 oraz 1968–1969 oraz Monasteru Gornieńskiego w latach 1960–1968.

## Życiorys
Posłusznicą w monasterze Trójcy Świętej w Korcu została w wieku dwudziestu dwóch lat. W 1924 złożyła śluby mnisze w riasofor, przyjmując imię zakonne Tabita. Od 1928 do 1931 przebywała w monasterze Zaśnięcia Matki Bożej w Zimnem. Następnie przeniesiono ją do monasteru św. Marii Magdaleny w Wilnie i tam 20 lipca 1940 miały miejsce jej postrzyżyny mnisze, których dokonał metropolita wileński i litewski Eleuteriusz. W klasztorze pełniła obowiązki dziekanki, zajmowała się rękodziełem, odpowiadała za monasterskie gospodarstwo i była pomocnicą przełożonej. W 1945 lub 1946 patriarcha moskiewski i całej Rusi Aleksy I nagrodził ją krzyżem napierśnym za zaangażowanie w odbudowę monasterskiej świątyni ze zniszczeń wojennych.
W 1947 Święty Synod Rosyjskiego Kościoła Prawosławnego mianował ją przełożoną monasteru Trójcy Świętej i św. Sergiusza z Radoneża w Rydze i w tym samym roku podniósł ją do godności igumeni. W 1949 otrzymała prawo noszenia krzyża z ozdobami.
W 1960 razem z grupą sióstr wyjechała do En Kerem w Izraelu i przez kolejne siedem lat była przełożoną Monasteru Gornieńskiego. Następnie wróciła do monasteru wileńskiego. W 1968 została ponownie przełożoną monasteru w Rydze, jednak z powodu choroby odeszła z funkcji po roku. Zmarła w 1972 i została pochowana na terenie filialnego skitu Przemienienia Pańskiego podległego wspólnocie z Rygi.